# فرانك ن. بلانشارد
فرانك ن. بلانشارد (بالإنجليزية: Frank N. Blanchard)‏ هو عالم زواحف وعالم نبات وعالم حيوانات أمريكي، ولد في 19 ديسمبر 1888 في ستونهام في الولايات المتحدة، وتوفي في 21 سبتمبر 1937.